# 羅刹丸
羅刹丸（らせつまる）は、SNK（SNKプレイモア）の対戦型格闘ゲーム『サムライスピリッツ』シリーズに登場する架空のキャラクター。

## 概要
魔界生まれの覇王丸のコピー。性格は覇王丸と全く異なり残虐そのもので、肌の色も人間にはあり得ない紫色である。
その出自から複製元である覇王丸に対しては強烈な執着と殺意を抱いており、自らが本物の「覇王丸」となるべくその命を狙っている。
使用技は『サムライスピリッツ 斬紅郎無双剣』および『サムライスピリッツ 天草降臨』の羅刹の覇王丸をベースにしているが、いくつか独自の技を持つ。
元々はしろー大野の漫画作品『サムライスピリッツ 覇王丸地獄行』に登場した「もう一人の覇王丸」から着想を得たキャラクターだが、シナリオ担当にはそのことが伝わっておらず、覇王丸（本人）とも、漫画作品の「もう一人の覇王丸」とも、全く異なるキャラクターに仕上がった。
『サムライスピリッツ零』のエンディングで黒河内夢路に首を刎ねられる（PlayStation 2版では斬首されずに一閃を喰らうだけ）も死んでいない。『サムライスピリッツ 天下一剣客伝』（以下『天下一剣客伝』と表記）では復讐を目論む（夢路のプレイで復讐を果せなかった場合は「自らを殺せ」とねだる）。
『天下一剣客伝』での天草四郎時貞に対する台詞から、天草によって造られた存在である事が判明した。これは前述の『覇王丸地獄行』における「もう一人の覇王丸」の設定と共通している。
『天下一剣客伝』のエンディングは覇王丸を斬殺して、自ら完璧な「覇王丸」となり悪鬼羅刹の剣士として悪名を轟かせるというものであった。
公式イラストでは腰に鞘を挿していないが、ゲーム中では腰に鞘を挿している。

## 技の解説

### 必殺技
旋風裂斬・刹（せんぷうれつざん・せつ）
刀を振るって竜巻を起こして、その竜巻で相手を高空に舞い上げる技。
軌道が修羅と共通だった羅刹の覇王丸のものと違い、竜巻が斜め上へと舞い上がっていくようになっているため微妙に対空になり、浮いた相手に追撃可能。
剛破（ごうは）
体当たり。ヒットすると浮くので追撃可能。ただし追撃に適した技にはやや乏しい。
旋風破 / 旋風波（せんぷうは）
刀を振るって衝撃波を発生させる技。やたらと出が遅い上に、あまりリーチが無く、硬直も長いという技。
覇王丸の「旋風波」とは「破」の字が違っていたが、『天下一剣客伝』では同じ「旋風波」となった。
凪刃（なぎやいば）
見切りのポーズを取り、相手が近付いてきたら「弧月斬」風の斬り上げでカウンター攻撃をする技。
死祟（したたり）
自らの胸を斬って怒りゲージをMAXにする技。つまり、効率のいい自決。自決と違って死ぬことはなく、少し体力が減るだけ。

### 武器飛ばし技など
天覇断空烈斬（てんはだんくうれつざん）
「弧月斬」の回転部分で攻撃し、ヒットした場合は「旋風裂斬」で浮かせた相手をジャンプで追い掛け追撃し、最後に「飛翔烈震斬」でとどめをさす。
臓腑抉り（ぞうふえぐり）
『サムライスピリッツ零SPECIAL』の絶命奥義。相手の脇腹なり胸なりに腕を突き刺すと心臓を抜き取って、そこから握りつぶし垂れる血を舐める。
剛咆（ごうほう）
『天下一剣客伝』の秘奥義。ヒット数の多い「剛破」を繰り出して、最後に「地天刀斬」（しゃがみ強斬り）。これも最後までヒットすることで相手を浮かせて、追撃可能。

## 登場作品
- サムライスピリッツ零
  - サムライスピリッツ零SPECIAL
- サムライスピリッツ 天下一剣客伝

## キャスト
- 最上嗣生（『サムライスピリッツ零』、『サムライスピリッツ零SPECIAL』）※発売当時は「中島嗣生」名義での出演。
- 福井信介（『サムライスピリッツ 天下一剣客伝』）

## 関連人物
- 覇王丸
- 黒河内夢路
- 天草四郎時貞